# Clemens Alexander Winkler
Clemens Alexander Winkler (26 de desembre de 1838, Freiberg, Saxònia - 8 d'octubre de 1904, Dresden) fou un químic alemany que descobrí l'element germani el 1886, la qual cosa fou una prova de la validesa de la llei periòdica que havia formulat recentment Dmitri Mendeléiev.

## Biografia
Winkler, que era fill d'un farmacèutic que havia estudiat amb Jöns Jacob Berzelius, rebé l'educació primària a les escoles de Freiberg, Dresden i Chemnitz. El 1857 ingressà a la Universitat de Mines i Tecnologia de Freiberg, on destacà el seu coneixement de química analítica. Setze anys més tard, Winkler fou nomenat professor de tecnologia química i química analítica en aquesta universitat. El 1892 fou elegit membre de la Reial Acadèmia Sueca de Ciències en 1892.

## Obra
El 1886 Winkler estudià un nou mineral, obtingut de la mina Himmelsfürst prop de Freiberg, anomenat argirodita, que s'havia descobert que contenia argent i sofre. Quan Winkler l'analitzà, s'adonà que argent i sofre només sumen al voltant de 93-94% de la seva massa total, la qual cosa el va portar a sospitar que un nou i desconegut element havia d'estar-hi present. Després de diversos mesos de treballs, Winkler aïllà un nou element pur, el germani, el 6 de febrer de 1886. Actualment se sap que l'argirodita és un sulfur doble d'argent i germani: GeS₂·4Ag₂S.

Per situar el germani en la taula periòdica, Mendeléiev suggerí que podria ser l'ekacadmium, un element que havia previst anteriorment. En contrast, Julius Lothar Meyer l'identificà amb l'ekasilicon, un altre element previst també per Mendeléiev. Winkler aïllà més quantitat del germani, la qual cosa fou suficient per mesurar algunes de les seves propietats físiques i químiques. Els seus resultats mostraren de manera inequívoca que la interpretació de Meyer era la correcta i que gairebé totes les propietats del nou element combinat complien les prediccions de Mendeléiev. L'estreta correspondència entre el que s'havia previst per l'ekasilicon i el que es trobà pel germani fou una clara evidència de la utilitat i poder de la taula periòdica i el concepte de periodicitat.
A més del descobriment del germani, Winkler treballà en l'anàlisi dels gasos, i publicà un llibre sobre el tema, Manual Tècnic d'Anàlisi de Gasos, en 1884. En aquest llibre Winkler descriu la seva invenció de la clau de tres vies.